# Erich Arendt (Ingenieur)
Erich Arendt (* 30. Oktober 1880 in Königsberg in Preußen; † nach 1937) war ein deutscher Maschinenbauingenieur und Manager.

## Leben
Nach dem Abitur im Jahr 1899 studierte Erich Arendt an der Technischen Hochschule (Berlin-)Charlottenburg, wo er 1904 die Diplom-Hauptprüfung ablegte. Daraufhin war er bis 1906 als wissenschaftlicher Assistent bei den Professoren Alois Riedler und Johannes Stumpf tätig, später als Ingenieur bei der Siegener Maschinenbau AG. 1908 wechselte er zur Ehrhardt & Schmer AG, wo er bis 1919 als Oberingenieur für Gasmaschinenbau wirkte. Daraufhin erfolgte seine Ernennung zum Direktor und Vorstandsmitglied dieser Aktiengesellschaft, bei der er bis 1925 blieb. 1926 wurde er Direktor und Vorstand der Gebrüder Sulzer AG in Ludwigshafen.
1932 trat er in den Vorstand der Deutsche Solvay-Werke AG in Bernburg ein und war dort neben Ernst Eilsberger und Karl Hornung eines von drei Vorstandsmitgliedern.
Er war Mitglied im Verein Deutscher Ingenieure und in der Schiffbautechnischen Gesellschaft.

## Familie
Erich Arendt heiratete Marguérite-Renée Picart. Aus der Ehe ging ein gemeinsamer Sohn hervor.